# Associazione Calcio Fiorentina 1977-1978
Questa voce raccoglie le informazioni riguardanti l'Associazione Calcio Fiorentina nelle competizioni ufficiali della stagione 1977-1978.

## Stagione

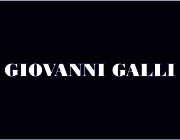
L'emergente Giovanni Galli, futuro punto fermo della squadra viola, ottiene immediatamente le chiavi della porta gigliata a scapito del più esperto Carmignani.

Dopo la positiva stagione 1976-77, la Fiorentina ha disputato una stagione tribolata che si è conclusa con una salvezza ottenuta solo all'ultima giornata grazie alla miglior differenza reti nei confronti del Genoa e del Foggia e dopo che tre allenatori si sono succeduti sulla panchina della squadra viola (a Carlo Mazzone successe Mario Mazzoni dopo dodici giornate, il quale dovette dimettersi dopo quattro turni per motivi di salute in luogo di Giuseppe Chiappella).
La squadra ha fornito prestazioni negative anche in Coppa UEFA, dalla quale è stata eliminata ai trentaduesimi di finale: a contribuire in maniera significativa all'esclusione dei viola dal torneo fu lo schieramento di Gianfranco Casarsa (che doveva scontare ancora due turni di squalifica) nel match contro lo Schalke 04 (0-0 sul campo). Ciò ha comportato la sconfitta per 3-0 a tavolino della Fiorentina.
In Coppa Italia i viola hanno vinto prima del campionato il terzo girone di qualificazione, davanti alla Roma, alla Sampdoria al Modena ed al Rimini. Nel girone di finale, disputato al termine del campionato, sono arrivati secondi a due punti dall'Inter.

## Divise
| Casa | Trasferta |  |

## Organigramma societario
Area direttiva
- Presidente: Rodolfo Melloni

Area organizzativa
- Segretario: Raffaele Righetti

Area tecnica
- Direttore sportivo: Egisto Pandolfini
- Allenatore: Carlo Mazzone, dalla 12ª alla 16ª giornata Mario Mazzoni, dalla 17ª giornata Giuseppe Chiappella
- Allenatore in seconda: Pietro Biagioli

Area sanitaria
- Medico sociale: Mario Lupi
- Massaggiatore: Ennio Raveggi

## Rosa

Giuseppe Chiappella, allenatore di fine stagione.

| N. |                   | Ruolo | Calciatore                     |
| -- | ----------------- | ----- | ------------------------------ |
|    | Italia (bandiera) | P     | Pietro Carmignani              |
|    | Italia (bandiera) | P     | Giovanni Galli                 |
|    | Italia (bandiera) | D     | Mauro Della Martira            |
|    | Italia (bandiera) | D     | Giancarlo Galdiolo             |
|    | Italia (bandiera) | D     | Marco Marchi                   |
|    | Italia (bandiera) | D     | Paolo Misuri                   |
|    | Italia (bandiera) | D     | Ennio Pellegrini               |
|    | Italia (bandiera) | D     | Marco Rossinelli               |
|    | Italia (bandiera) | D     | Alessio Tendi                  |
|    | Italia (bandiera) | C     | Giancarlo Antognoni (capitano) |
|    | Italia (bandiera) | C     | Piero Braglia                  |
|    | Italia (bandiera) | C     | Domenico Caso                  |

| N. |                   | Ruolo | Calciatore         |
| -- | ----------------- | ----- | ------------------ |
|    | Italia (bandiera) | C     | Antonio Di Gennaro |
|    | Italia (bandiera) | C     | Steno Gola         |
|    | Italia (bandiera) | C     | Andrea Orlandini   |
|    | Italia (bandiera) | C     | Luigi Sacchetti    |
|    | Italia (bandiera) | C     | Sergio Zuccheri    |
|    | Italia (bandiera) | A     | William Barducci   |
|    | Italia (bandiera) | A     | Gianfranco Casarsa |
|    | Italia (bandiera) | A     | Sante Crepaldi     |
|    | Italia (bandiera) | A     | Claudio Desolati   |
|    | Italia (bandiera) | A     | Pierino Prati      |
|    | Italia (bandiera) | A     | Ezio Sella         |
|    | Italia (bandiera) | A     | Luciano Venturini  |

## Risultati

### Serie A

#### Girone di andata
| Arbitro: | Ciulli (Roma) |

|                |           |             |
| Rossinelli 53’ | Marcatori | 89’ Calloni |

| Arbitro: | Menegali (Roma) |

|           |           |              |
| Scala 56’ | Marcatori | 7’ Antognoni |

| Arbitro: | Lops (Torino) |

|                    |           |                          |
| Casarsa 56’ (rig.) | Marcatori | 34’ Mascetti 65’ Busatta |

| Arbitro: | Serafino (Roma) |

|                        |           |          |
| Vannini 10’ Scarpa 74’ | Marcatori | 62’ Caso |

| Arbitro: | Lattanzi (Roma) |

|                                                                             |           |          |
| Boninsegna 10’ Tardelli 11’ Della Martira 18’ (aut.) Causio 49’ Benetti 54’ | Marcatori | 21’ Caso |

| Arbitro: | Michelotti (Parma) |

|  |           |                             |
|  | Marcatori | 56’ Altobelli 90’ Scanziani |

| Arbitro: | Prati (Parma) |

|               |           |                                        |
| Conti 3’, 73’ | Marcatori | 15’ Antognoni 59’ (aut.) Di Bartolomei |

| Arbitro: | Gussoni (Tradate) |

|                |           |                            |
| Rossinelli 50’ | Marcatori | 4’, 89’ Rossi 38’ Guidetti |

| Arbitro: | Serafino (Roma) |

|  |           |               |
|  | Marcatori | 87’ Orlandini |

| Bergamo 11 dicembre 1977 10ª giornata | Atalanta         | 0 – 0 | Fiorentina | Stadio Comunale\| Arbitro: \| Gonella (Torino) \| |
| Arbitro:                              | Gonella (Torino) |       |            |                                                   |

| Arbitro: | Panzino (Catanzaro) |

|  |           |                     |
|  | Marcatori | 87’ (rig.) Giordano |

| Arbitro: | Lattanzi (Roma) |

|              |           |  |
| Galdiolo 75’ | Marcatori |  |

| Arbitro: | Casarin (Milano) |

|            |           |  |
| Pulici 63’ | Marcatori |  |

| Arbitro: | Longhi (Roma) |

|                              |           |  |
| Antognoni 55’, 84’ Sella 69’ | Marcatori |  |

| Arbitro: | Lo Bello (Siracusa) |

|                              |           |           |
| Rizzo 27’ Damiani 75’ (rig.) | Marcatori | 62’ Sella |

#### Girone di ritorno
| Arbitro: | Agnolin (Bassano del Grappa) |

|                                                                        |           |             |
| Maldera 49’ Gaudino 54’ Antonelli 77’ (rig.) Collovati 88’ Capello 90’ | Marcatori | 70’ Casarsa |

| Arbitro: | Barbaresco (Cormons) |

|          |           |            |
| Sella 3’ | Marcatori | 78’ Bordon |

| Verona 12 febbraio 1978 18ª giornata | Verona          | 0 – 0 | Fiorentina | Stadio Marcantonio Bentegodi\| Arbitro: \| Serafino (Roma) \| |
| Arbitro:                             | Serafino (Roma) |       |            |                                                               |

| Arbitro: | Lattanzi (Roma) |

|                           |           |             |
| Caso 4’ Grassi 31’ (aut.) | Marcatori | 42’ Vannini |

| Arbitro: | Casarin (Milano) |

|              |           |                |
| Galdiolo 40’ | Marcatori | 23’ Boninsegna |

| Arbitro: | Ciulli (Roma) |

|                          |           |           |
| Scanziani 46’ Muraro 75’ | Marcatori | 14’ Sella |

| Arbitro: | Gonella (Torino) |

|                         |           |  |
| Antognoni 10’ Sella 24’ | Marcatori |  |

| Arbitro: | D'Elia (Salerno) |

|           |           |  |
| Rossi 50’ | Marcatori |  |

| Firenze 26 marzo 1978 24ª giornata | Fiorentina      | 0 – 0 | Bologna | Stadio Comunale\| Arbitro: \| Lattanzi (Roma) \| |
| Arbitro:                           | Lattanzi (Roma) |       |         |                                                  |

| Arbitro: | Barbaresco (Cormons) |

|                       |           |                               |
| Sella 66’ Casarsa 71’ | Marcatori | 45’ (rig.) Scala 51’ Bertuzzo |

| Arbitro: | Agnolin (Bassano del Grappa) |

|              |           |  |
| Giordano 83’ | Marcatori |  |

| Napoli 16 aprile 1978 27ª giornata | Napoli              | 0 – 0 | Fiorentina | Stadio San Paolo\| Arbitro: \| Panzino (Catanzaro) \| |
| Arbitro:                           | Panzino (Catanzaro) |       |            |                                                       |

| Arbitro: | D'Elia (Salerno) |

|                                 |           |  |
| Antognoni 27’ Danova 29’ (aut.) | Marcatori |  |

| Arbitro: | Casarin (Milano) |

|                |           |                        |
| Bertarelli 11’ | Marcatori | 18’ Desolati 89’ Sella |

| Firenze 7 maggio 1978 30ª giornata | Fiorentina      | 0 – 0 | Genoa | Stadio Comunale\| Arbitro: \| Menegali (Roma) \| |
| Arbitro:                           | Menegali (Roma) |       |       |                                                  |

### Coppa Italia

#### Primo turno
| Arbitro: | Tonolini (Milano) |

|                |           |                       |
| Di Michele 12’ | Marcatori | 33’ Desolati 57’ Caso |

| Arbitro: | D'Elia (Salerno) |

|                     |           |  |
| Caso 6’ Casarsa 27’ | Marcatori |  |

| Arbitro: | Terpin (Trieste) |

|                                             |           |                   |
| Desolati 1’, 84’ Antognoni 20’ Galdiolo 46’ | Marcatori | 12’, 76’ Saltutti |

| Arbitro: | Gonella (Torino) |

|  |           |              |
|  | Marcatori | 23’ Desolati |

#### Secondo turno
| Arbitro: | Paparesta (Bari) |

|                               |           |                   |
| Altobelli 46’ Gola 69’ (aut.) | Marcatori | 78’, 84’ Barducci |

| Torino 21 maggio 1978 2ª giornata | Torino             | 0 – 0 referto | Fiorentina | Stadio Comunale\| Arbitro: \| Reggiani (Bologna) \| |
| Arbitro:                          | Reggiani (Bologna) |               |            |                                                     |

| Arbitro: | Simini (Torino) |

|                                 |           |  |
| Della Martira 62’ Sacchetti 76’ | Marcatori |  |

| Firenze 28 maggio 1978 4ª giornata | Fiorentina    | 0 – 0 referto | Inter | Stadio Comunale\| Arbitro: \| Prati (Parma) \| |
| Arbitro:                           | Prati (Parma) |               |       |                                                |

| Arbitro: | Foschi (Forlì) |

|                       |           |  |
| Barducci 9’ Sella 85’ | Marcatori |  |

| Arbitro: | Lanese (Messina) |

|                                          |           |                      |
| Blangero 32’ Cantarutti 43’ Acanfora 78’ | Marcatori | 1’, 86’ (rig.) Sella |

### Coppa UEFA
| Firenze 14 settembre 1977 Trentaduesimi di finale - Andata | Fiorentina | 0 – 3 A tav. referto referto 2 | Schalke 04 | Stadio Comunale\| Arbitro: \| Vautrot \| |
| Arbitro:                                                   | Vautrot    |                                |            |                                          |

| Arbitro: | Soto |

|                           |           |              |
| Abramczik 17’ Kremers 77’ | Marcatori | 82’ Desolati |

## Statistiche

### Statistiche di squadra
| Competizione | Punti | In casa | In casa | In casa | In casa | In casa | In casa | In trasferta | In trasferta | In trasferta | In trasferta | In trasferta | In trasferta | Totale | Totale | Totale | Totale | Totale | Totale | DR |
| Competizione | Punti | G       | V       | N       | P       | Gf      | Gs      | G            | V            | N            | P            | Gf           | Gs           | G      | V      | N      | P      | Gf     | Gs     | DR |
| ------------ | ----- | ------- | ------- | ------- | ------- | ------- | ------- | ------------ | ------------ | ------------ | ------------ | ------------ | ------------ | ------ | ------ | ------ | ------ | ------ | ------ | -- |
| Serie A      | 25    | 15      | 5       | 6       | 4       | 17      | 14      | 15           | 2            | 5            | 8            | 11           | 23           | 30     | 7      | 11     | 12     | 28     | 37     | -9 |
| Coppa Italia |       | 5       | 4       | 1       | 0       | 10      | 2       | 5            | 2            | 2            | 1            | 7            | 6            | 10     | 6      | 3      | 1      | 17     | 8      | +9 |
| Coppa UEFA   |       | 1       | 0       | 0       | 1       | 0       | 3       | 1            | 0            | 0            | 1            | 1            | 2            | 2      | 0      | 0      | 2      | 1      | 5      | -4 |
| Totale       |       | 21      | 9       | 7       | 5       | 27      | 19      | 21           | 4            | 7            | 10           | 19           | 31           | 42     | 13     | 14     | 15     | 46     | 50     | -4 |

### Statistiche dei giocatori
A completamento delle statistiche sono da considerare 3 autogol a favore dei viola in campionato. 
| Giocatore        | Serie A  | Serie A | Coppa Italia | Coppa Italia | Coppa UEFA | Coppa UEFA | Totale   | Totale |
| Giocatore        | Presenze | Reti    | Presenze     | Reti         | Presenze   | Reti       | Presenze | Reti   |
| ---------------- | -------- | ------- | ------------ | ------------ | ---------- | ---------- | -------- | ------ |
| G. Antognoni     | 26       | 6       | 4            | 1            | 2          | 0          | 32       | 7      |
| W. Barducci      | 0        | 0       | 6            | 3            | 0          | 0          | 6        | 3      |
| P. Braglia       | 22       | 0       | 8            | 0            | 2          | 0          | 32       | 0      |
| P. Carmignani    | 8        | -16     | 4            | -3           | 2          | -2         | 14       | -21    |
| G. Casarsa       | 21       | 3       | 8            | 1            | 1          | 0          | 30       | 4      |
| D. Caso          | 27       | 3       | 10           | 2            | 1          | 0          | 38       | 5      |
| S. Crepaldi      | 0        | 0       | 1            | 0            | 1          | 0          | 2        | 0      |
| M. Della Martira | 20       | 0       | 8            | 1            | 2          | 0          | 30       | 1      |
| C. Desolati      | 14       | 1       | 4            | 4            | 2          | 1          | 20       | 6      |
| A. Di Gennaro    | 8        | 0       | 0            | 0            | 0          | 0          | 8        | 0      |
| G. Galdiolo      | 27       | 2       | 9            | 1            | 2          | 0          | 38       | 3      |
| G. Galli         | 23       | -21     | 6            | -5           | 0          | 0          | 29       | -26    |
| S. Gola          | 12       | 0       | 5            | 0            | 0          | 0          | 17       | 0      |
| M. Marchi        | 2        | 0       | 1            | 0            | 0          | 0          | 3        | 0      |
| A. Orlandini     | 26       | 1       | 5            | 0            | 1          | 0          | 32       | 1      |
| E. Pellegrini    | 30       | 0       | 10           | 0            | 2          | 0          | 42       | 0      |
| P. Prati         | 8        | 0       | 0            | 0            | 0          | 0          | 8        | 0      |
| M. Rossinelli    | 16       | 2       | 8            | 0            | 2          | 0          | 26       | 2      |
| L. Sacchetti     | 5        | 0       | 5            | 1            | 2          | 0          | 12       | 1      |
| E. Sella         | 17       | 7       | 2            | 3            | 0          | 0          | 19       | 10     |
| A. Tendi         | 21       | 0       | 4            | 0            | 1          | 0          | 26       | 0      |
| L. Venturini     | 6        | 0       | 1            | 0            | 0          | 0          | 7        | 0      |
| S. Zuccheri      | 14       | 0       | 10           | 0            | 2          | 0          | 26       | 0      |